# Cherry Fork (Ohio)
Cherry Fork es una villa ubicada en el condado de Adams en el estado estadounidense de Ohio. En el Censo de 2010 tenía una población de 155 habitantes y una densidad poblacional de 490,54 personas por km².

## Geografía
Cherry Fork se encuentra ubicada en las coordenadas 38°53′11″N 83°36′52″O / 38.88639, -83.61444. Según la Oficina del Censo de los Estados Unidos, Cherry Fork tiene una superficie total de 0.32 km², de la cual 0.32 km² corresponden a tierra firme y (0%) 0 km² es agua.

## Demografía
Según el censo de 2010, había 155 personas residiendo en Cherry Fork. La densidad de población era de 490,54 hab./km². De los 155 habitantes, Cherry Fork estaba compuesto por el 96.77% blancos, el 0.65% eran afroamericanos, el 0.65% eran amerindios, el 0% eran asiáticos, el 0% eran isleños del Pacífico, el 0% eran de otras razas y el 1.94% pertenecían a dos o más razas. Del total de la población el 0.65% eran hispanos o latinos de cualquier raza.